# 클로드 볼링

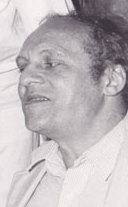

클로드 볼링(Claude Bolling, 1930년 4월 10일 ~ 2020년 12월 29일)은 프랑스의 재즈 피아니스트이자, 작곡가, 편곡자, 배우이다.

## 생애
볼링은 칸에서 태어나 니스 음악학교에서 공부했으며, 그 후 파리에서 공부했다. 신동이었던 그는 14세에 재즈 피아노를 능숙하게 다루었으며 라이오넬 햄프턴(Lionel Hampton), 로이 엘드리지(Roy Eldridge), 케니 클라크(Kenny Clarke)와 같이 연주를 했다. 재즈 기교에 관한 그의 책은 그가 비밥 이상으로 아방가르드 재즈를 연구하지 않았다는 것을 보여준다. 그는 1960년대 후반 전통 재즈 부흥에 중요한 부분을 차지하고 있으며, 오스카 피터슨(Oscar Peterson)과도 친밀하게 지냈다.

## 개요
그는 백여개가 넘는 영화(주로 프랑스 영화)의 음악을 작곡했으며, 참여한 작품에는 1957년에 칸 영화제에 관한 다큐멘터리 영화를 시작으로 《Borsalino》(1970년), 《California Suite》(1979년) 등이 있다.

## 우수상
그는 클래식 음악가들과 공동으로 한 일련의 "크로스오버" 작업으로도 잘 알려져 있다. 장 피에르 랑팔과 같이 작업한 음반 《Suite for Flute and Jazz Piano Trio》는 바로크적 우아함과 모던 스윙을 매력적이고 숙련된 솜씨로 융합시킨 결과물로, 몇 년간 높은 판매고를 기록했으며 이후의 다른 작업도 같은 방식을 이어 나갔다. 이 음반은 미국에서 특히 인기를 끌어 발매 후 2년 동안 기록적인 판매고를 기록하며, 10년이 넘는 530주간 빌보드 순위 40위 내에 들어 있었다.
볼링은 랑팔 이후에도 알렉상드르 라고야(Alexandre Lagoya), 핀커스 주커만(Pinchas Zukerman), 모리스 앙드레(Maurice André), 요요 마 등의 다양한 음악가와 장르를 넘나들며 공동 작업을 계속했다. 그는 또 라이오넬 햄프턴, 듀크 엘링턴(Duke Ellington), 스테판 그래펠리(Stéphane Grappelli), 장고 라인하르트(Django Reinhardt), 오스카 피터슨과 같은 많은 음악가와도 협연하였다.

## 작품
- 《바로크 앤 블루》
- 《센티멘탈》